# تيل تون +
تيلتون + ( بالفرنسية:Télétoon سابقًا، téléTOON + ) هي قناة تلفزيونية فرنسية تديرها كنال +، وتركز برامجها على الرسوم المتحركة ( والحركة الحية في المساء منذ استحواذ كنال +) للأطفال الذين تتراوح أعمارهم بين 7 إلى 14 عامًا. القناة ليست مرتبطة بقناة تيل تون، وهي قناة كندية مملوكة لشركة كورس إنترتيمنت والتي تبث برامج الرسوم المتحركة باللغة الفرنسية.

## التاريخ
أطلقت تيلتون عند إطلاق TPS في 16 ديسمبر 1996. وأطلقت تيلتون+1 في 2 سبتمبر 2002 في المملكة المتحدة. انضمت تيلتون إلى كنال سات في 21 مارس 2007 الذي اندمج مع TPS.
بين عامي 2006 و 2009 عرضت تيلتون باللغة الإنجليزية على MyTV في نيجيريا.
منذ 1 يوليو 2015 تتوفر تيلتون + بتقنية إتش دي.
في عام 2017، أصبح تيلتون + حصريًا على قناة كنال +. منذ هذا العام، أصبحت قناة تيلتون + قناة مشفرة، وقد تم في السابق بث معظم برامجها أولاً على قناة كنال+ فاميلي .